# Rubus accrescens
Rubus accrescens är en rosväxtart som beskrevs av Newton. Rubus accrescens ingår i släktet rubusar, och familjen rosväxter. Inga underarter finns listade i Catalogue of Life.